# Notogalumna praetiosa
Notogalumna praetiosa är en kvalsterart som beskrevs av Sellnick 1959. Notogalumna praetiosa ingår i släktet Notogalumna och familjen Galumnidae. Inga underarter finns listade i Catalogue of Life.